# Dama de Ibiza
La Dama de Ibiza es una figura de arcilla de 47 centímetros de altura que data del siglo III a. C., durante la ocupación púnica del archipiélago balear. Fue encontrada en la necrópolis situada en el Puig des Molins en la isla de Ibiza, en el Mediterráneo. Está realizada a molde y tiene una cavidad en su parte posterior, característica que comparte con todas las demás "damas" encontradas, y que se especula que serviría para guardar reliquias, ofrendas o cenizas funerarias. Se trata de la representación de una diosa cartaginesa, seguramente Tanit, relacionada con la diosa fenicia Astarté. Presenta una ornamentación muy rica en su vestuario lo mismo que en las joyas, y se encuentra expuesta en el Museo Arqueológico Nacional de España, en Madrid.
Muestra importante de la alfarería púnica, la mayoría de las figuras encontradas en la necrópolis de Puig des Molins son representaciones de diosas, con posibles influencias del arte griego a través de la Magna Grecia (nombre que se dio en la Antigüedad a las colonias griegas del sur de Italia).